# هوشنگ وحید دستگردی
هوشنگ وحیدِ دستگِردی (۳ آذر ۱۳۰۴ – ۱۴ شهریور ۱۳۶۰) نظامی ایرانی و رئیس کل شهربانی جمهوری اسلامی ایران از ۱۴ اسفند ١۳۵۹ تا زمان درگذشتش بود. وحید دستگردی در انفجار دفتر نخست وزیری در شهریور ۱۳۶۰، به شدت زخمی شد و چند روز بعد بر اثر شدت جراحات درگذشت.

## زندگی‌نامه
هوشنگ وحید دستگردی در سال ۱۳۰۴ در اصفهان  و در خانواده ای اهل فرهنگ  متولد شد. پدر او وحید دستگردی، از شاعران و نویسندگان برجسته قرن سیزدهم بود. دستگردی پس از پشت‌سر گذاشتن دروس ابتدایی و متوسطه، در سال ۱۳۲۸ وارد آموزشگاه شهربانی شد و با استخدام در شهربانی شاهنشاهی، بعد از گذشت ۳۲ سال خدمت در پست‌های مختلف بازنشسته شد.

دستجردی از طرفداران آیت الله خمینی به‌شمار می‌رفت و در بعضی از تظاهرات ضد شاه با لباس مبدل حضور داشت. او پس از پیروزی انقلاب، در اسفند ۱۳۵۷ به خدمت دعوت گردید و رئیس شهربانی اصفهان شد.

## انتصاب به فرماندهی کل شهربانی
دستگردی در فروردین ۱۳۵۹ به عنوان جانشین ریاست شهربانی کل کشور منصوب شد و در ۱۴ اسفند، با حکم محمدرضا مهدوی کنی، وزیر وقت کشور، به ریاست شهربانی کل کشور رسید.

## درگذشت
وحید دستگردی در واقعه انفجار دفتر نخست وزیری در ۸ شهریور ۱۳۶۰ به شدت زخمی شد و شش روز بعد در ۱۴ شهریور بر اثر جراحات وارده، درگذشت و در قطعه ۲۴ بهشت زهرای تهران به خاک سپرده شد.
محمد مهدی کتیبه به عنوان شاهد عینی ماجرا می‌گوید:
تیمسار «وحید دستجردی» در این حادثه کنار دست آقای باهنر نشسته بود... آقای دستجردی در این حادثه سوختگی زیادی داشت به روی بالکن رفته و از آنجا بی‌اختیار خودش را به پائین می‌اندازد
همچنین سید روح‌الله خمینی، بنیانگذار جمهوری اسلامی ایران در مورد ترور دستجردی می‌گوید:
... اینجانب شهادت دادستان کل انقلاب و سرهنگ وحید دستجردی که در رأس شهربانی و قوای انتظامی در حال انجام وظیفه بودند و به این تحفه الهی (شهادت) نائل شدند را به ملت ایران و به حوزه علمیه قم و قوای مسلح تبریک و تسلیت عرض می‌کنم و از خدای متعال رحمت برای آنان و صبر و شکیبایی برای خانواده محترمشان خواستارم...